# 国家示范性高等职业院校
国家示范性高等职业院校，是中华人民共和国教育部于2006年11月启动的一项教育工程，也称百所示范性高等职业院校建设工程。该项目旨在通过政府支持建设、优先安排招生录取批次、鼓励开展单独招生试点等政策扶植，建立百所高水平的高等职业院校。

## 简介
示范院校通过此政策支持，享受设置专业的灵活条件，并可以逐步扩大跨省份招生规模，并享有比例不低于30%的招生规模。此外中部和东部地区示范院校，对西部地区的招生比例不低于10%。国家也通过此次项目，扩大对贫困生的资金资助力度。
至2015年，共有三批共109所高职院校进入国家示范性高等职业院校建设计划。

## 列表
| 北京(4所)   | 北京工业职业技术学院、北京电子科技职业学院、北京农业职业学院、北京财贸职业学院                                                                           |
| 上海(4所)   | 上海医药高等专科学校、上海公安高等专科学校、上海工艺美术职业学院、上海旅游高等专科学校                                                                   |
| 天津(4所)   | 天津职业大学、天津中德职业技术学院、天津医学高等专科学校、天津电子信息职业技术学院                                                                       |
| 重庆(3所)   | 重庆工业职业技术学院、重庆工程职业技术学院、重庆电子工程职业学院                                                                                         |
| 河北(4所)   | 邢台职业技术学院、承德石油高等专科学校、石家庄铁路职业技术学院、河北工业职业技术学院                                                                     |
| 山西(1所)   | 山西财政税务专科学校 |
| 内蒙古(2所) | 内蒙古建筑职业技术学院、包头职业技术学院 |
| 辽宁(4所)   | 辽宁省交通高等专科学校、沈阳职业技术学院、大连职业技术学院、辽宁农业职业技术学院                                                                         |
| 吉林(3所)   | 长春汽车工业高等专科学校、长春职业技术学院、吉林工业职业技术学院                                                                                         |
| 黑龙江(4所) | 黑龙江建筑职业技术学院、黑龙江农业工程职业学院、黑龙江农业经济职业学院、大庆职业学院                                                                     |
| 江苏(7所)   | 南京工业职业技术学院、无锡职业技术学院、江苏农林职业技术学院、常州信息职业技术学院、苏州工业园区职业技术学院、南通纺织职业技术学院、徐州建筑职业技术学院 |
| 浙江(6所)   | 宁波职业技术学院、浙江金融职业学院、浙江机电职业技术学院、温州职业技术学院、金华职业技术学院、浙江警官职业学院                                           |
| 安徽(3所)   | 芜湖职业技术学院、安徽水利水电职业技术学院、安徽职业技术学院                                                                                             |
| 福建(2所)   | 福建船政交通职业学院、漳州职业技术学院 |
| 江西(1所)   | 九江职业技术学院 |
| 山东(6所)   | 青岛职业技术学院、威海职业学院、山东商业职业技术学院、淄博职业学院、日照职业技术学院、山东科技职业学院                                                   |
| 山西(1所)   | 山西工程职业技术学院 |
| 河南(4所)   | 黄河水利职业技术学院、平顶山工业职业技术学院、商丘职业技术学院、河南职业技术学院                                                                         |
| 湖北(4所)   | 武汉职业技术学院、武汉船舶职业技术学院、湖北职业技术学院、武汉铁路职业技术学院                                                                           |
| 湖南(5所)   | 长沙民政职业技术学院、湖南铁道职业技术学院、永州职业技术学院、湖南交通职业技术学院、湖南工业职业技术学院                                                 |
| 广东(4所)   | 番禺职业技术学院、深圳职业技术学院、广州民航职业技术学院、广东轻工职业技术学院                                                                           |
| 广西(2所)   | 南宁职业技术学院、柳州职业技术学院 |
| 四川(6所)   | 成都航空职业技术学院、四川工程职业技术学院、四川交通职业技术学院、四川建筑职业技术学院、绵阳职业技术学院、四川电力职业技术学院                           |
| 云南(2所)   | 云南交通职业技术学院、昆明冶金高等专科学校 |
| 贵州(1所)   | 贵州交通职业技术学院 |
| 陕西(3所)   | 杨凌职业技术学院、西安航空职业技术学院、陕西工业职业技术学院                                                                                             |
| 甘肃(2所)   | 兰州石化职业技术学院、甘肃林业职业技术学院 |
| 新疆(3所)   | 新疆农业职业技术学院、克拉玛依职业技术学院、新疆石河子职业技术学院                                                                                       |
| 海南(1所)   | 海南职业技术学院 |
| 宁夏(2所)   | 宁夏职业技术学院、宁夏财经职业技术学院 |
| 青海(1所)   | 青海畜牧兽医职业技术学院 |
| 西藏(1所)   | 西藏职业技术学院 |